# Военные отряды националистов

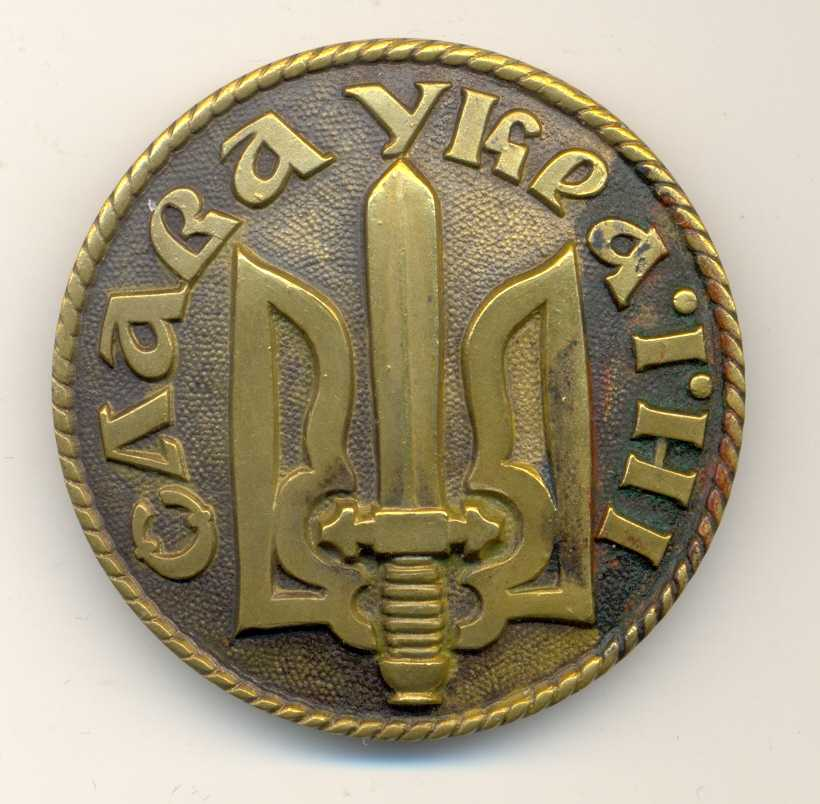
Нагрудный знак члена ВОН

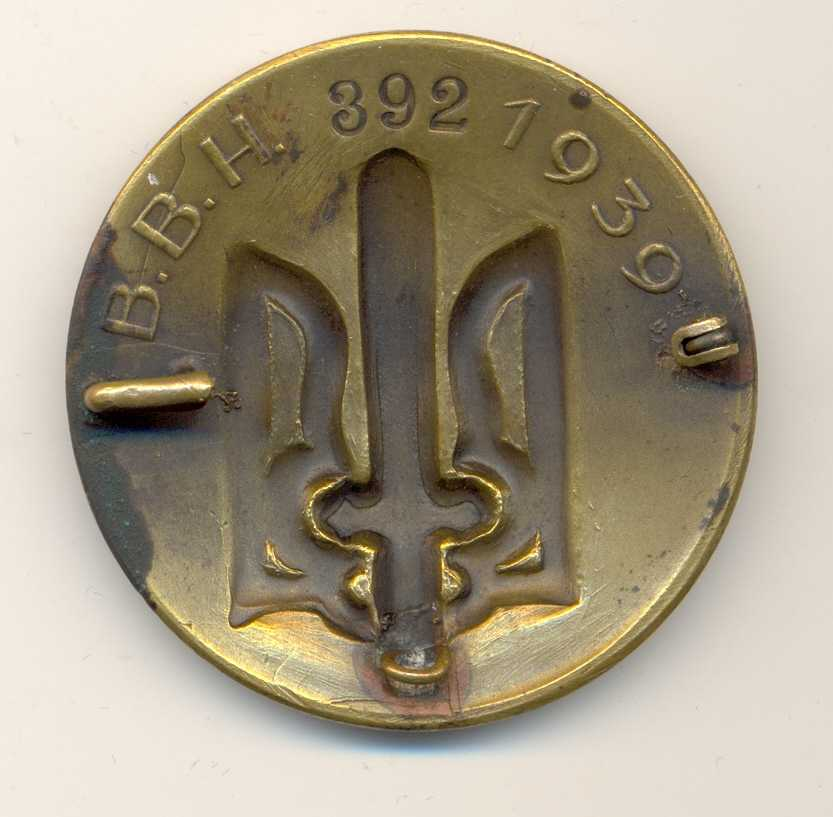
Оборотная сторона нагрудного знака члена ВОН

Военные отряды националистов (в официальных документах ОУН укр. Військові відділи націоналістів, в немецких документах нем. Bergbauernhilfe (нем.) — помощь крестьян-горцев; немецкая и украинская аббревиатуры аналогичны по написанию — ВВН; также, неофициально, — Легион Сушко, Украинский легион) — украинское добровольческое формирование в составе вермахта под командованием полковника Романа Сушко, созданное летом 1939 года для участия в нападении Германии на Польшу. «Украинский легион» должен был поддержать вооружённые выступления украинских националистов на Волыни и в Восточной Малопольше и отвлечь на себя часть польской армии. Подписание в августе 1939 года Договора о ненападении между Германией и Советским Союзом и вступление советских войск на территорию Польши в середине сентября привело к тому, что эти планы оказались нереализованными. После выполнения «Украинским легионом» некоторых вспомогательных задач в полосе наступления немецкой армии он был расформирован.

## История создания
В марте 1939 года, в ходе начавшегося расчленения Чехословакии, сойм Карпатской Украины — «автономной земли» в составе бывшей Чехословакии — провозгласил в Хусте свою независимость. Этому, однако, воспротивилась Венгрия, направившая свои войска в Закарпатье. Сопротивление регулярным венгерским частям пыталась оказать «Карпатская сечь» — плохо обученное и слабо вооружённое ополчение. В его состав входили бывшие военнослужащие чехословацкой армии — выходцы из Закарпатья, ученики и учителя местных школ, добровольцы из Галиции, активисты ОУН. Среди последних были Роман Шухевич, будущий командующий Украинской повстанческой армии, и Роман Сушко. После нескольких дней упорных боёв «Карпатская сечь» была разгромлена, Карпатская Украина прекратила своё существование. Части бойцов «Карпатской сечи», однако, удалось избежать венгерского плена и бежать за границу — в Словакию, Австрию и Германию. Именно они составили ядро будущего «Украинского легиона», который Германия планировала использовать в ходе будущей войны против Польши.
В апреле 1939 года Верховное командование вермахта завершило разработку плана нападения на Польшу — «Fall Weiss». С территории Словакии против польской армии «Карпаты» должна была наступать 14-я немецкая армия генерал-полковника Вильгельма Листа. Ей предполагалось придать соединения словацкой армии и так называемый «Украинский легион».
В июне 1939 года после встречи шефа абвера адмирала В. Канариса с руководством ОУН было достигнуто соглашение о создании в составе вермахта украинского добровольческого подразделения под командованием полковника Романа Сушко.
Организация украинских националистов видела в легионе Сушко основу будущей украинской армии. По версии кандидата исторических наук, сотрудника Института украиноведения имени Ивана Крипьякевича (Львов), президента фонда «Летопись УПА» Николая Посивныча, «ОУН планировала поднять восстание в Западной Украине и поставить Германию и Советский Союз перед фактом существования украинского государства».
Подразделение формировалось в г. Гаммерштейн (Германия) из украинцев, членов Организации народной обороны «Карпатская сечь», которые к этому времени уже успели повоевать в марте 1939 года в борьбе за независимость непризнанного государства Карпатская Украина.
Штаб-квартира легиона находилась в Бреслау. Легион первоначально базировался в учебно-тренировочных лагерях в Германии, Словакии и Австрии (Зауберсдорф, Альпы), где личный состав прошёл горнострелковую и десантную подготовку, изучал топографию, конспирацию, диверсионную и проходил строевую подготовку. По словам Посивныча, подготовка бойцов легиона велась по программе тренировок «коммандос» — «их обучали проведению диверсий и действиям по овладению стратегическими объектами».

## Вторая мировая война
По замыслу немецкого командования, подразделение, численность которого составляла около 200 человек, предназначалось для ведения диверсионно-разведывательной деятельности в тылу польской армии в начале нападения Германии на Польшу, в состав которой входила значительная территория Западной Украины.

По сведениям словацкого историка Михала Шмигеля из Университета Матея Бела в городе Банска Быстрица, легион Сушко встретил начало войны на словацко-польской границе: 
Около 200 человек перевезли в Восточную Словакию. Переброска началась еще в конце июля. Разместили их в хатах горцев. Ожидали приказа вместе с немецкими войсками ударить на Польшу.
(По сведениям словацкого исследователя Михала Шмигеля, большинство польских и украинских авторов считают, что легион насчитывал примерно 600 человек, по другим данным, их было от 120 до 1500.)
Шмигель сообщает, что легион перешёл границу между 6 и 9 сентября и следовал во втором эшелоне вместе со 2-й словацкой дивизией «Шкультети» и мобильной механизированной группой «Калинчак». В первом эшелоне воевала 57-я немецкая дивизия под командованием генерал-майора Оскара Блюмма. По словам Шмигеля, подразделения легиона участия в боях не принимали.

Российский историк, стипендиат Фонда Герды Хенкель Александр Гогун отмечает, что сведения об участии легиона в боевых действиях в значительной степени туманны и отрывочны и содержатся, в основном, в мемуарной литературе, по его словам: 
…мотивация бойцов «Легиона» была довольно высокой, но что касается их оперативного использования, есть сведения, что они разоружили отступавшую польскую колонну. И это, пожалуй, все.

По сведениям Николая Посивныча, легион в составе немецких войск дошёл до предместий Львова, поддерживая в Галиции контакты с повстанческими отрядами, «которые в это время подняла ОУН»: 
Были локальные бои с группами отступавших польских солдат и офицеров. Отдельные бои произошли в окрестностях Львова, но регулярные боевые действия его силами не велись.
По сведением Шмигеля, в связи со вступлением в войну СССР и занятием восточной Польши соединениями Красной Армии, немецкие войска отошли за демаркационную линию, определённую советско-германскими соглашениями. Вместе с немцами отошёл и легион. В районе Санока он около двух недель контролировал новую линию советско-германской границы и проводил «зачистки» против рассеянных частей польской армии, пока его не сменили немецкие пограничники.
Позже легион трансформировался в полицейскую и охранную структуру. Часть легионеров поступила на службу в «веркшутц», другие разошлись по домам. В преобразованном в «веркшутц» легионе украинская молодежь продолжала проходить военную подготовку и также рассматривалась руководством ОУН(м) в качестве базы для формирования в дальнейшем национальных воинских подразделений. Впоследствии легион расформировали, а бойцов перевели на службу в украинскую полицию.
Помимо создания легиона, полковник Сушко также производил подбор украинских кадров для обеспечения Вермахта переводчиками и в этом деле преуспел. К моменту нападения на СССР украинские «долметчеры» (нем. Dolmetscher) продвигались вместе с передовыми частями армии, и, будучи членами ОУН, способствовали созданию местных органов власти и полиции из коренного населения.
В 1943 году по приказу ОУН-Б многие бывшие легионеры дезертировали из полиции и вступили в ряды Украинской повстанческой армии.